# Monségur (Landes)
Monségur é uma comuna francesa na região administrativa da Nova Aquitânia, no departamento de Landes. Estende-se por uma área de 19,69 km². Em 2010 a comuna tinha 397 habitantes (densidade: 20,2 hab./km²).